# Jones County, Mississippi
Jones County är ett administrativt område i delstaten Mississippi, USA. År 2010 hade countyt  67 761 invånare. De administrativa huvudorterna (county seat) är Laurel och Ellisville.

## Geografi
Enligt United States Census Bureau har countyt en total area på 1 812 km². 1 797 km² av den arean är land och 15 km² är vatten.

### Angränsande countyn
- Jasper County - nord
- Wayne County - öst
- Perry County - sydost
- Forrest County - sydväst
- Covington County - väst
- Smith County - nordväst